# Eosentomidae
La famiglia Eosentomidae comprende circa 90 specie di proturi lunghi da 0,5 a 2 mm.

## Descrizione
Questi esapodi chiari e molli hanno il capo conico e il corpo allungato. Le zampe non sono lunghe e ciò permette loro di passare in stretti passaggi. Le zampe anteriori sono più robuste delle medie e delle posteriori, con numerosi peli e organi sensoriali. Gli stigmi sono visibili sul segmento medio e posteriore del torace.

## Ciclo biologico
Le uova sono sferiche e colorate oppure provviste di tubercoli in rilievo; sono in genere deposte nel suolo o nella lettiera. I giovani somigliano a piccoli adulti.

## Distribuzione
Cosmopoliti. In molti ambienti, soprattutto umidi e freschi. Gli eosentomidi si rinvengono in grandi numeri nel suolo, nella lettiera, nel muschio, nell'humus e nel legno marcescente.